# Пълнител
Вижте пояснителната страница за други значения на Пълнител.
| Варианти за разположение на патроните в пълнител |
| Варианти за разположение на патроните в пълнител |

Пълнителят в многозарядното огнестрелно оръжие (карабина, винтовка, пистолет, картечница и т.н.) представлява съд за поставяне на патроните по определен начин. Конструкцията на пълнителя има механизъм (обикновено пружинен) за последователно подаване на патроните в патронника по линията на зареждане. Пълнителят може да бъде сменяем или несменяем; да се снаряжава по единично или с помощта на пачка. Видовете пълнители се подразделят според тяхната форма: дискови, кутии, тръбни, шнекови и др.; според разположението на патроните: едноредови и многоредови; според положението им спрямо цевната кутия: долни, горни и странични. В историята на многозарядното оръжие намират място всички видове пълнители. За първи път пълнителите са използвани през 12 век в Китай, в конструкцията на многозарядните арбалети.
Има варианти за пълнители и при еднозарядните винтовки. Такъв ерзац-пълнител представлява кутия с патрони, закрепена около затвора на пушката за ускоряване на процеса на ръчното презареждане. Подобни устройства в частност са използвани с винтовките система „Бердан“ по време на Първата световна война.
Пълнителите се пренасят в сумка за пълнители или в тактическата жилетка от снаряжението на военнослужещия.

## Кутиен пълнител
В него патронните са разположени паралелно. Това е най-разпространеният вид пълнители. Могат да бъдат сменяеми и несменяеми. Делят се още на едно- и двуредови с шахматно разположение на патроните, понякога са четиредови, състоящи се от два двуредни отсека, към гърлото преминаващ в еднореден. Сменяемите биват прави и секторни (които се наричат още и „рогови“, в английската традиция – „банани“).
Имат висока надеждност и удобство в използването, но обикновено са с малка вместимост (с изключение на четириредните). Също се използват различни способи за скрепването на два – три такива пълнителя заедно, за ускоряване на презареждането, тип „направи си сам“ (изолационна лента, скоч) или заводско производство (скоби).
- Несменяеми пълнители на винтовки, 1905 г.
- Пълнител за 26 патрона за автомат Grendel AR-15
- Пълнител на автомат SIG SG 550
- Зареждане на пълнител за М16 с помощта на пачка и преходник
- Пълнител за пистолет Browning Hi-Power
- Кутия с патрони, разположена около затвора на PzB 38
- Пълнители за ППШ и ППС

## Барабанен пълнител
Пълнител с цилиндрична форма, в който патроните са разположени в един или няколко реда около стените, паралелно по оста на барабана (често неправилно наричан „диск“). Има голяма вместимост, но е тежък и не така удобен за използване, подаващата пружина често се навива отделно, с пръсти или със специален ключ. Използва се при някои ръчни картечници и картечни пистолети, по-рядко в самозарядните пистолети, автоматите, универсалните картечници и самозарядните сачмалийки. Не следва да се смесва с частта на револверите – барабана. Съществуват и двубарабанни пълнители.
- Люгер с барабанен пълнител за 32 патрона
- MP-18 с барабанным пълнител за 32 патрона
- Барабанен пълнител за пистолет Люгер и MP-18 за 32 патрона
- Томпсън – картечен пистолет с барабанен пълнител за 50 или 100 патрона
- Suomi – картечен пистолет с барабанен пълнител за 40 или 70 патрона
- Барабанен пълнител за Suomi M-31 – картечен пистолет за 40 или 70 патрона
- MG34 с барабанен пълнител (отдолу) за 75 патрона
- Барабанен пълнител за картечница Блюм за 39 патрона
- Картечен пистолет Дягтирев модификация 34/38 c барабанен пълнител за 73 патрона
- ППШ-41 с барабанен пълнител за 71 патрона
- Ръчна картечница Дегтярев с патронна кутия за 100 патрона, често грешно смятана за барабанен пълнител
- Ръчна картечница Калашников с барабанен пълнител за 75 патрона
- AA-12 с барабанен пълнител за 20 или 32 патрона
- Kартечница Ultimax 100 с барабанен пълнител за 100 патрона
- M4 с двубарабанен пълнител Beta C-Mag за 100 патрона
- АК-12 с барабанен пълнител за 95 патрона

## Дисков пълнител
Дисковият пълнител (в обикновената реч „диск“) е пълнител, подобен на барабанния, но патроните са разположени перпендикулярно на оста на диска, в един или няколко реда. Поради големия си размер и тегло се използват основно при ръчните картечници. по-рядко се използват в танковите и авиационните картечници (например съветските ДА и ДТ). Случаи за използване на дисков пълнител при картечните пистолети са много редки. Такива са например опитният картечен пистолет на Дегтярев от 1929 г. и американският картечен пистолет „American-180“.
- Дисков пълнител за ДП за 47 патрона
- Картечница Lewis с вместимост на дисковия пълнител 97 патрона

## Тръбен пълнител
Тръбният пълнител представлява несменяем пълнител във формата на паралелна на ствола тръба, в която патроните се разполагат надлъжно по оста на пълнителя. Отличава се с компактност, простота и надеждност при неголяма вместимост. Недостатъци: дълго зареждане (патроните се зареждат един по един), изместване на центъра на тежестта на оръжието според изразходването на патроните (което се отразява отрицателно на точността), невъзможност за използване на патрони с остър връх (иначе при отката може да се възпламени капсула на следващия патрон в пълнителя). Разполага се обикновено под ствола, без това да увеличава размерите на оръжието, макар при първите модели многозарядни винтовки може да се помещава в приклада. Използва се в сачмалийките и в карабините със скоба Хенри.
- Тръбен пълнител във винтовката Хенри
- Тръбен пълнител под ствола на пушка Mossberg 500

## Шнеков пълнител
Патроните в него са разположени паралелно на оста му, по спирала, с куршумите напред, и се подават от отделно навивана пружина. Пълнителят е дълъг цилиндър, имащ в себе си спирала, направляваща патроните (шнек), осигуряваща движението на патроните към подаващия механизъм. Оръжия, използващи шнеков пълнител, са картечните пистолети: Calico M960 (САЩ), ПП-19 „Бизон“ (Русия), ПП-90М1 (Русия). Отличава се с най-голяма относителна вместимост, както при барабанния пълнител, изисква отделно навиване на пружината след снаряжаване. Има и севернокорейски автомат с пълнител за 100 патрона.
- Calico M960 с шнеков надстволен пълнител

## Видео
- Устройство барабанного магазина китайского производства к Автомату Калашникова
- Процедура заряжания рожкового магазина от АК с помощью обоймы
- Демонстрация быстрого перезаряжания модифицированного карабина СКС обоймами
- Процедура заряжания барабанного магазина китайского производства к автомату АК

|  | Тази страница частично или изцяло представлява превод на страницата „Магазин (оружейный)“ в Уикипедия на руски. Оригиналният текст, както и този превод, са защитени от Лиценза „Криейтив Комънс – Признание – Споделяне на споделеното“, а за съдържание, създадено преди юни 2009 година – от Лиценза за свободна документация на ГНУ. Прегледайте историята на редакциите на оригиналната страница, както и на преводната страница, за да видите списъка на съавторите. ВАЖНО: Този шаблон се отнася единствено до авторските права върху съдържанието на статията. Добавянето му не отменя изискването да се посочват конкретни източници на твърденията, които да бъдат благонадеждни. |